# Archiwum prywatne
Archiwum prywatne – archiwum utworzone i prowadzone przez osoby prywatne – nieformalne grupy pasjonatów, rodziny, rody. Celem twórców archiwum jest gromadzenie, zabezpieczenie, opracowanie i udostępnianie materiałów archiwalnych – niejednokrotnie związanych z daną grupą osób, ich działalnością, życiem zawodowym i osobistym.